# Atletik under sommer-OL 2020 - 400 meter hækkeløb (herrer)
Mændenes 400 meter hækkeløb ved sommer-OL 2020 i Tokyo afholdes på Japans nationalstadion fra 30. juli til 3. august.

## Tidsplan
Alle tider er japansk standard tid (UTC+9)
Mændenes 400 meter hækkeløb foregik over tre separate dage.
| Dato                   | Tid   | Runde        |
| ---------------------- | ----- | ------------ |
| Fredag 30. juli 2021   | 9:00  | Kvartfinaler |
| Søndag 1. august 2021  | 21:05 | Semifinaler  |
| Tirsdag 3. august 2021 | 9:00  | Finale       |

## Resultater

### Indledende rundeheats
Kvalifikationsregler: De fire første i hvert heat (Q) plus de fire hurtigste ellers (q) kvalificerede sig til semifinalerne.

#### Heat 1
| Placering | Bane | Udøvere             | Nation          | Reaktion | Tid   | Kommentarer |
| --------- | ---- | ------------------- | --------------- | -------- | ----- | ----------- |
| 1         | 2    | Abderrahman Samba   | Qatar           | 0,200    | 48,38 | Q           |
| 2         | 6    | Alison dos Santos   | Brasilien       | 0,152    | 48,42 | Q           |
| 3         | 8    | Abdelmalik Lahoulou | Algeriet        | 0,149    | 48,83 | Q, SB       |
| 4         | 4    | Kemar Mowatt        | Jamaica         | 0,139    | 49,06 | Q           |
| 5         | 5    | Ludvy Vaillant      | Frankrig        | 0,152    | 49,23 | q           |
| 6         | 7    | Máté Koroknai       | Ungarn          | 0,151    | 49,80 |             |
| 7         | 3    | Chen Chieh          | Kinesisk Taipei | 0,158    | 50,96 | SB          |

#### Heat 2
| Placering | Bane | Udøvere               | Nation       | Reaktion | Tid   | Kommentarer |
| --------- | ---- | --------------------- | ------------ | -------- | ----- | ----------- |
| 1         | 4    | Jaheel Hyde           | Jamaica      | 0,184    | 48,54 | Q           |
| 2         | 7    | Kenneth Selmon        | USA          | 0,185    | 48,61 | Q           |
| 3         | 8    | Hiromu Yamauchi       | Japan        | 0,184    | 49,21 | Q           |
| 4         | 9    | Constantin Preis      | Tyskland     | 0,215    | 49,73 | Q           |
| 5         | 6    | Creve Armando Machava | Mozambique   | 0,159    | 50,37 | SB          |
| 6         | 2    | Mohamed Amine Touati  | Tunesien     | 0,152    | 50,58 |             |
| 7         | 5    | Sergio Fernández      | Spanien      | 0,152    | 51,51 |             |
| 8         | 3    | Ned Azemia            | Seychellerne | 0,151    | 51,67 |             |

#### Heat 3
| Placering | Bane | Udøvere            | Nation     | Reaktion | Tid   | Kommentarer |
| --------- | ---- | ------------------ | ---------- | -------- | ----- | ----------- |
| 1         | 8    | Karsten Warholm    | Norge      | 0,157    | 48,65 | Q           |
| 2         | 7    | Thomas Barr        | Irland     | 0,147    | 49,02 | Q           |
| 3         | 3    | Alessandro Sibilio | Italien    | 0,126    | 49,11 | Q           |
| 4         | 4    | Luke Campbell      | Tyskland   | 0,145    | 49,19 | Q, SB       |
| 5         | 5    | Wilfried Happio    | Frankrig   | 0,152    | 49,39 | q           |
| 6         | 6    | Márcio Teles       | Brasilien  | 0,154    | 49,70 | SB          |
| 7         | 2    | Gerald Drummond    | Costa Rica | 0,183    | 49,92 |             |

#### Heat 4
| Placering | Bane | Udøvere         | Nation             | Reaktion | Tid   | Kommentarer |
| --------- | ---- | --------------- | ------------------ | -------- | ----- | ----------- |
| 1         | 2    | Kyron McMaster  | Britiske Jomfruøer | 0,184    | 48,79 | Q           |
| 2         | 5    | Yasmani Copello | Tyrkiet            | 0,188    | 49,00 | Q           |
| 3         | 4    | Shawn Rowe      | Italien            | 0,157    | 49,18 | Q, SB       |
| 4         | 6    | David Kendziera | USA                | 0,192    | 49,23 | Q           |
| 5         | 8    | Joshua Abuaku   | Tyskland           | 0,169    | 49,50 | q           |
| 6         | 3    | Kazuki Kurokawa | Japan              | 0,154    | 50,30 |             |
| 7         | 7    | Jordin Andrade  | Kap Verde          | 0,202    | 50,64 |             |

#### Heat 5
| Placering | Bane | Udøvere           | Nation    | Reaktion | Tid   | Kommentarer |
| --------- | ---- | ----------------- | --------- | -------- | ----- | ----------- |
| 1         | 6    | Rai Benjamin      | USA       | 0,209    | 48,60 | Q           |
| 2         | 4    | Rasmus Mägi       | Estland   | 0,160    | 48,73 | Q           |
| 3         | 3    | Sokwakhana Zazini | Sydafrika | 0,147    | 49,51 | Q, SB       |
| 4         | 7    | Nick Smidt        | Holland   | 0,181    | 49,55 | Q           |
| 5         | 3    | Vít Müller        | Tjekkiet  | 0,143    | 49,59 | q           |
| 6         | 8    | Takatoshi Abe     | Japan     | 0,166    | 49,98 |             |
| 7         | 5    | M. P. Jabir       | Indien    | 0,167    | 50,77 |             |

### Semifinaler
Kvalifikationsregler: De to første i hvert heat (Q) plus de to hurtigste ellers (q) kvalificerede sig til finalen.
| Placering | Semi | Plads i semi | Bane | Udøvere             | Nation             | Reaktion | Tid     | Kommentarer |
| --------- | ---- | ------------ | ---- | ------------------- | ------------------ | -------- | ------- | ----------- |
| 1         | 1    | 1            | 7    | Karsten Warholm     | Norge              | 0,156    | 47,30   | Q           |
| 2         | 2    | 1            | 7    | Alison dos Santos   | Brasilien          | 0,171    | 47,31   | Q, AR       |
| 3         | 1    | 2            | 5    | Rai Benjamin        | USA                | 0,184    | 47,37   | Q           |
| 4         | 2    | 2            | 5    | Abderrahman Samba   | Qatar              | 0,188    | 47,47   | Q, SB       |
| 5         | 1    | 3            | 4    | Yasmani Copello     | Tyrkiet            | 0,183    | 47,88   | q, SB       |
| 6         | 2    | 3            | 4    | Alessandro Sibilio  | Italien            | 0,123    | 47,93   | q, PB       |
| 7         | 1    | 4            | 6    | Thomas Barr         | Irland             | 0,151    | 48,26   | SB          |
| 8         | 3    | 1            | 7    | Kyron McMaster      | Britiske Jomfruøer | 0,179    | 48,26   | Q           |
| 9         | 3    | 2            | 6    | Rasmus Mägi         | Estland            | 0,156    | 48,36   | Q, NR       |
| 10        | 2    | 4            | 6    | Kenneth Selmon      | USA                | 0,225    | 48,58   |             |
| 11        | 2    | 5            | 8    | Luke Campbell       | Tyskland           | 0,153    | 48,62   | PB          |
| 12        | 3    | 3            | 9    | David Kendziera     | USA                | 0,190    | 48,67   |             |
| 13        | 2    | 6            | 9    | Shawn Rowe          | Jamaica            | 0,204    | 48,83   | PB          |
| 14        | 1    | 5            | 9    | Kemar Mowatt        | Jamaica            | 0,166    | 48,95   |             |
| 15        | 1    | 6            | 8    | Sokwakhana Zazini   | Sydafrika          | 0,150    | 48,99   | SB          |
| 16        | 1    | 7            | 3    | Ludvy Vaillant      | Frankrig           | 0,162    | 49,02   | SB          |
| 17        | 3    | 4            | 2    | Constantin Preis    | Tyskland           | 0,186    | 49,10   |             |
| 18        | 3    | 5            | 5    | Abdelmalik Lahoulou | Algeriet           | 0,125    | 49,14   |             |
| 19        | 2    | 7            | 2    | Nick Smidt          | Holland            | 0,164    | 49,35   | SB          |
| 20        | 3    | 6            | 8    | Hiromu Yamauchi     | Japan              | 0,192    | 49,35   |             |
| 21        | 3    | 7            | 3    | Wilfried Happio     | Frankrig           | 0,130    | 49,49   |             |
| 22        | 2    | 8            | 3    | Vít Müller          | Tjekkiet           | 0,145    | 49,69   |             |
| 23        | 1    | 8            | 2    | Joshua Abuaku       | Tyskland           | 0,179    | 49,93   |             |
| 24        | 3    | 8            | 4    | Jaheel Hyde         | Jamaica            | 0,159    | 1.27,38 |             |

### Finale
Resultater:
| Placering | Bane | Udøvere            | Nation             | Reaktion | Tid   | Kommentarer |
| --------- | ---- | ------------------ | ------------------ | -------- | ----- | ----------- |
| 1         | 6    | Karsten Warholm    | Norge              | 0,145    | 45,94 | WR          |
| 2         | 5    | Rai Benjamin       | USA                | 0,168    | 46,17 | AR          |
| 3         | 7    | Alison dos Santos  | Brasilien          | 0,156    | 46,72 | AR          |
| 4         | 4    | Kyron McMaster     | Britiske Jomfruøer | 0,157    | 47,08 | NR          |
| 5         | 8    | Abderrahman Samba  | Qatar              | 0,186    | 47,12 | SB          |
| 6         | 3    | Yasmani Copello    | Tyrkiet            | 0,166    | 47,81 | NR          |
| 7         | 9    | Rasmus Mägi        | Estland            | 0,167    | 48,11 | NR          |
| 8         | 2    | Alessandro Sibilio | Italien            | 0,144    | 48,77 |             |